# San José de las Lajas, Mexiko
San José de las Lajas är en ort i Mexiko.   Den ligger i kommunen Papantla och delstaten Veracruz, i den sydöstra delen av landet, 200 km nordost om huvudstaden Mexico City. San José de las Lajas ligger 141 meter över havet och antalet invånare är 271.
Terrängen runt San José de las Lajas är platt. Runt San José de las Lajas är det ganska tätbefolkat, med 65 invånare per kvadratkilometer. Närmaste större samhälle är Papantla de Olarte, 18,7 km nordost om San José de las Lajas. Omgivningarna runt San José de las Lajas är en mosaik av jordbruksmark och naturlig växtlighet.